# オノコード
オノコード（Onochord）とは、前衛芸術家であるオノ・ヨーコによる芸術作品の一つ。

## 解説
2004年のDream Power ジョン・レノン スーパー・ライヴから観客全員に配布（チラシに同封）されている。2006年の開催時には白い封筒にヨーコからのメッセージカードと共に封入されていた。
電池式のLEDミニペンライトとなっており、一方の黒いノッチを押し込んでいる間だけ片一方のLEDが点灯するようになっている。本体は白一色であり黒字で「ONOCHORD」と書かれており、スーパー・ライヴで配布されるものには「TOKYO y.o. 200x」（xは年号）と銘打ってある。キーリング（黒）も付属してある。
なお、イマジン・ピース・タワーの完成点灯式でもリンゴ・スターらと一緒に点灯した。

## 使い方
コンサートなどの際にペンライトとして使える事は勿論であるが、本来の使い方としては光で光の信号を送ることにあり、これはモールス信号にヒントを得ている。“i ii iii”（i一つ分は素早く1回点滅することを示す）と点滅させると「I Love You」という意味になる。他の用途としては、遭難した際にオノコードをたまたま持っていたので救難信号として使い、救出された事例があるとのこと。